# Danh sách đơn vị hành chính cấp hương của Trùng Khánh

## Trùng Khánh
| Thành phố trực thuộc Trung ương Trùng Khánh quản lí trực tiếp 38 đơn vị hành chính cấp huyện, bao gồm 26 quận, 8 huyện và 4 huyện tự trị. Các đơn vị hành chính cấp huyện này được chia thành 1040 đơn vị hành chính cấp hương, bao gồm 234 nhai đạo, 625 trấn, 169 hương và 12 hương dân tộc. | |
| Vạn Châu | Nhai đạo |
| Vạn Châu | Cao Duẩn Đường, Thái Bạch, Bài Lâu, Song Hà Khẩu, Long Đô, Chu Gia Bá, Sa Hà, Chung Cổ Lâu, Bách An Bá, Ngũ Kiều, Trần Gia Bá |
| Vạn Châu | Trấn |
| Vạn Châu | Tiểu Chu, Đại Chu, Tân Hương, Tôn Gia, Cao Phong, Long Sa, Hưởng Thủy, Vũ Lăng, Nhương Độ, Cam Ninh, Thiên Thành, Hùng Gia, Cao Lương, Lý Hà, Phân Thủy, Dư Gia, Hậu Sơn, Đạn Tử, Trường Lĩnh, Tân Điền, Bạch Dương, Long Câu, Tẩu Mã, La Điền, Thái Long, Trường Than, Thái An, Bạch Thổ, Quách Thôn                           |
| Vạn Châu | Hương |
| Vạn Châu | Trụ Sơn, Thiết Phong, Khê Khẩu, Trường Bình, Yến Sơn, Lê Thụ, Phổ Tử, Hoàng Bách, Cửu Trì, Tỳ Trúc |
| Vạn Châu | Hương dân tộc |
| Vạn Châu | Địa Bảo, Hằng Hợp |
| Phù Lăng | Nhai đạo |
| Phù Lăng | Đôn Nhân, Sùng Nghĩa, Lệ Chi, Giang Bắc, Giang Đông, Lý Độ, Long Kiều, Bạch Đào, Mã An |
| Phù Lăng | Trấn |
| Phù Lăng | Nam Đà, Thanh Dương, Bách Thắng, Trân Khê, Thanh Khê, Tiêu Thạch, Mã Vũ, Long Đàm, Lận Thị, Tân Diệu, Thạch Đà, Nghĩa Hòa |
| Phù Lăng | Hương |
| Phù Lăng | La Vân, Đại Mộc, Vũ Lăng Sơn, Đại Thuận, Tăng Phúc, Đồng Nhạc |
| Du Trung | Nhai đạo |
| Du Trung | Thất Tinh Cương, Giải Phóng Bi, Lưỡng Lộ Khẩu, Thượng Thanh Tự, Thái Viên Bá, Nam Kỷ Môn, Triều Thiên Môn, Đại Khê Câu, Đại Bình, Hóa Long Kiều, Thạch Du Lộ |
| Đại Độ Khẩu | Nhai đạo |
| Đại Độ Khẩu | Tân Sơn Thôn, Dược Tiến Thôn, Cửu Cung Miếu, Gia Tử Khê, Xuân Huy Lộ |
| Đại Độ Khẩu | Trấn |
| Đại Độ Khẩu | Bát Kiều, Kiến Thắng, Khiêu Đặng |
| Giang Bắc | Nhai đạo |
| Giang Bắc | Hoa Tân Nhai, Giang Bắc Thành, Thạch Mã Hà, Đại Thạch Bá, Thốn Than, Quan Âm Kiều, Ngũ Lý Điếm, Quách Gia Đà, Thiết Sơn Bình |
| Giang Bắc | Trấn |
| Giang Bắc | Ngư Chủy, Phục Thịnh, Ngũ Bảo |
| Sa Bình Bá | Nhai đạo |
| Sa Bình Bá | Tiểu Long Khảm, Sa Bình Bá, Du Bội Lộ, Từ Khí Khẩu, Đồng Gia Kiều, Thạch Tỉnh Pha, Song Bi, Tỉnh Khẩu, Ca Nhạc Sơn, Sơn Động, Tân Kiều, Thiên Tinh Kiều, Thổ Loan, Đàm Gia Cương, Trần Gia Kiều, Hổ Khê, Tây Vĩnh, Liên Phương, Phong Văn, Hương Lô Sơn                                                                         |
| Sa Bình Bá | Trấn |
| Sa Bình Bá | Thanh Mộc Quan, Phượng Hoàng, Hồi Long Bá, Tằng Gia, Thổ Chủ, Trung Lương |
| Cửu Long Pha | Nhai đạo |
| Cửu Long Pha | Dương Gia Bình, Hoàng Giác Bình, Tạ Gia Loan, Thạch Bình Kiều, Thạch Kiều Phô, Trung Lương Sơn, Du Châu Lộ, Nhị Lang |
| Cửu Long Pha | Trấn |
| Cửu Long Pha | Cửu Long, Hoa Nham, Hàm Cốc, Kim Phượng, Bạch Thị Dịch, Tẩu Mã, Thạch Bản, Ba Phúc, Đào Gia, Tây Bành, Đồng Quán Dịch |
| Nam Ngạn | Nhai đạo |
| Nam Ngạn | Đồng Nguyên Cục, Hoa Viên Lộ, Nam Bình, Hải Đường Khê, Long Môn Hạo, Đạn Tử Thạch, Nam Sơn, Thiên Văn |
| Nam Ngạn | Trấn |
| Nam Ngạn | Nam Bình, Đồ Sơn, Kê Quan Thạch, Hạp Khẩu, Trường Sinh Kiều, Nghênh Long, Quảng Dương |
| Bắc Bội | Nhai đạo |
| Bắc Bội | Thiên Sinh, Triêu Dương, Bắc Ôn Tuyền, Đông Dương, Long Phượng Kiều, Thái Gia Cương, Hiết Mã, Thủy Thổ, Phục Hưng |
| Bắc Bội | Trấn |
| Bắc Bội | Trừng Giang, Đồng Gia Khê, Thiên Phủ, Thi Gia Lương, Tĩnh Quan, Liễu Ấm, Tam Thánh, Kim Đao Hạp |
| Kỳ Giang | Nhai đạo |
| Kỳ Giang | Cổ Nam, Văn Long, Tam Giang, Vạn Thịnh, Đông Lâm, Tân Thịnh, Thông Huệ |
| Kỳ Giang | Trấn |
| Kỳ Giang | Vạn Đông, Nam Đồng, Thanh Niên, Quan Bá, Tùng Lâm, Thạch Lâm, Kim Kiều, Hắc Sơn, Thạch Giác, Đông Khê, Cản Thủy, Đả Thông, Thạch Hào, Vĩnh Tân, Tam Giác, Long Thịnh, Quách Phù, Triện Đường, Đinh Sơn, An Ổn, Phù Hoan, Vĩnh Thành, Trung Phong, Hoành Sơn                                                                     |
| Đại Túc | Nhai đạo |
| Đại Túc | Long Cương, Đường Hương, Long Than Tử, Song Lộ, Thông Kiều, Trí Phượng |
| Đại Túc | Trấn |
| Đại Túc | Long Thủy, Bảo Đỉnh, Trung Ngao, Tam Khu, Bảo Hưng, Ngọc Long, Thạch Mã, Thập Vạn, Hồi Long, Kim Sơn, Vạn Cổ, Quốc Lương, Ung Khê, Châu Khê, Long Thạch, Bưu Đình, Thiết Sơn, Cao Thăng, Quý Gia, Cổ Long, Cao Bình |
| Du Bắc | Nhai đạo |
| Du Bắc | Song Long Hồ, Hồi Hưng, Uyên Ương, Thúy Vân, Nhân Hòa, Thiên Cung Điện, Long Khê, Long Sơn, Long Tháp, Đại Trúc Lâm, Duyệt Lai, Lưỡng Lộ, Song Phượng Kiều, Vương Gia, Lễ Gia, Bảo Thánh Hồ, Kim Sơn, Khang Mỹ, Tiên Đào |
| Du Bắc | Trấn |
| Du Bắc | Ngọc Phong Sơn, Long Hưng, Thống Cảnh, Đại Loan, Hưng Long, Mộc Nhĩ, Tỳ Trúc, Cổ Lộ, Thạch Thuyền, Đại Thịnh, Lạc Thích |
| Ba Nam | Nhai đạo |
| Ba Nam | Long Châu Loan, Ngư Động, Hoa Khê, Lý Gia Đà, Nam Tuyền, Nhất Phẩm, Nam Bành, Huệ Dân, Liên Hoa |
| Ba Nam | Trấn |
| Ba Nam | Giới Thạch, An Lan, Thánh Đăng Sơn, Mộc Động, Song Hà Khẩu, Ma Liễu Chủy, Phong Thịnh, Nhị Thánh, Đông Ôn Tuyền, Khương Gia, Thiên Tinh Tự, Tiếp Long, Thạch Than, Thạch Long |
| Kiềm Giang | Nhai đạo |
| Kiềm Giang | Thành Đông, Thành Nam, Thành Tây, Chính Dương, Chu Bạch, Phùng Gia |
| Kiềm Giang | Trấn |
| Kiềm Giang | A Bồng Giang, Thạch Hội, Hắc Khê, Hoàng Khê, Lê Thủy, Kim Khê, Mã Lạt, Trạc Thủy, Thạch Gia, Nga Trì, Tiểu Nam Hải, Lân Ngạc, Bạch Thạch, Trung Đường, Sa Bá |
| Kiềm Giang | Hương |
| Kiềm Giang | Bồng Đông, Sam Lĩnh, Thái Cực, Thủy Điền, Bạch Thổ, Kim Động, Ngũ Lý, Thủy Thị, Tân Hoa |
| Trường Thọ | Nhai đạo |
| Trường Thọ | Phượng Thành, Yến Gia, Giang Nam, Độ Chu, Tân Thị, Bát Khỏa, Bồ Đề |
| Trường Thọ | Trấn |
| Trường Thọ | Lân Phong, Đãn Độ, Vân Tập, Trường Thọ Hồ, Song Long, Long Hà, Thạch Yển, Vân Đài, Hải Đường, Cát Lan, Hồng Hồ, Vạn Thuận |
| Giang Tân | Nhai đạo |
| Giang Tân | Kỷ Giang, Đức Cảm, Song Phúc, Đỉnh Sơn, Thánh Tuyền |
| Giang Tân | Trấn |
| Giang Tân | Du Khê, Ngô Than, Thạch Môn, Chu Dương, Thạch Mô, Vĩnh Hưng, Đường Hà, Bạch Sa, Long Hoa, Lý Thị, Từ Vân, Thái Gia, Trung Sơn, Gia Bình, Bách Lâm, Tiên Phong, Lạc Hoàng, Giả Tự, Hạ Bá, Tây Hồ, Đỗ Thị, Quảng Hưng, Tứ Diện Sơn, Chi Bình, Tứ Bình                                                                             |
| Hợp Xuyên | Nhai đạo |
| Hợp Xuyên | Hợp Dương, Điếu Ngư Thành, Nam Tân Nhai, Diêm Tỉnh, Thảo Nhai, Vân Môn, Đại Thạch |
| Hợp Xuyên | Trấn |
| Hợp Xuyên | Sa Ngư, Quan Độ, Lai Than, Tiêu Gia, Cổ Lâu, Tam Miếu, Nhị Lang, Long Phượng, Long Hưng, Đồng Khê, Song Phượng, Sư Than, Thanh Bình, Thổ Tràng, Tiểu Miện, Tam Hối, Hương Long, Tiền Đường, Long Thị, Yến Oa, Thái Hòa, Vị Đà, Song Hòe                                                                                         |
| Vĩnh Xuyên | Nhai đạo |
| Vĩnh Xuyên | Trung Sơn Lộ, Thắng Lợi Lộ, Nam Đại Nhai, Trà Sơn Trúc Hải, Đại An, Trần Thực, Vệ Tinh Hồ |
| Vĩnh Xuyên | Trấn |
| Vĩnh Xuyên | Thanh Phong, Kim Long, Lâm Giang, Hà Canh, Tùng Khái, Tiên Long, Cát An, Ngũ Gian, Lai Tô, Bảo Phong, Song Thạch, Hồng Lô, Vĩnh Vinh, Tam Giáo, Bản Kiều, Chu Đà |
| Nam Xuyên | Nhai đạo |
| Nam Xuyên | Đông Thành, Nam Thành, Tây Thành |
| Nam Xuyên | Trấn |
| Nam Xuyên | Tam Tuyền, Nam Bình, Thần Đồng, Minh Ngọc, Đại Quan, Hưng Long, Thái Bình Tràng, Bạch Sa, Thủy Giang, Thạch Tường, Kim Sơn, Đầu Độ, Đại Hữu, Hợp Khê, Lê Hương Hồ, Sơn Vương Bình, Mộc Lương, Nam Trúc Sơn, Thạch Khê, Đức Long, Dân Chủ, Phúc Thọ, Hà Đồ, Khánh Nguyên, Cổ Hoa, Thạch Liên, Càn Phong, Kỵ Long, Lãnh Thủy Quan |
| Nam Xuyên | Hương |
| Nam Xuyên | Trung Kiều, Phong Nham |
| Bích Sơn | Nhai đạo |
| Bích Sơn | Bích Thành, Bích Tuyền, Thanh Giang, Lai Phượng, Đinh Gia, Đại Lộ |
| Bích Sơn | Trấn |
| Bích Sơn | Bát Đường, Thất Đường, Hà Biên, Phúc Lộc, Đại Hưng, Chính Hưng, Quảng Phổ, Tam Hợp, Kiện Long |
| Đồng Lương | Nhai đạo |
| Đồng Lương | Ba Xuyên, Đông Thành, Nam Thành, Bồ Lữ, Cựu Huyện |
| Đồng Lương | Trấn |
| Đồng Lương | Thổ Kiều, Nhị Bình, Thủy Khẩu, An Cư, Bạch Dương, Bình Than, Tiểu Lâm, Song Sơn, Hổ Phong, Thạch Ngư, Phúc Quả, Khánh Long, Thiếu Vân, Duy Tân, Cao Lâu, Đại Miếu, Vi Long, Hoa Hưng, Vĩnh Gia, An Khê, Tây Hà, Lữ Bổng, Thái Bình                                                                                              |
| Đồng Nam | Nhai đạo |
| Đồng Nam | Quế Lâm, Tử Đồng |
| Đồng Nam | Trấn |
| Đồng Nam | Thượng Hòa, Long Hình, Cổ Khê, Bảo Long, Ngọc Khê, Mễ Tâm, Quần Lực, Song Giang, Hoa Nham, Bách Tử, Sùng Ham, Đường Bá, Tân Thắng, Thái An, Tiểu Độ, Ngọa Phật, Ngũ Quế, Điền Gia, Biệt Khẩu, Thọ Kiều |
| Vinh Xương | Nhai đạo |
| Vinh Xương | Xương Nguyên, Xương Châu, Quảng Thuận, Song Hà, An Phú, Phong Cao |
| Vinh Xương | Trấn |
| Vinh Xương | Vinh Long, Nhân Nghĩa, Bàn Long, Ngô Gia, Trực Thăng, Vạn Linh, Thanh Thăng, Thanh Giang, Cổ Xương, Hà Bao, Quan Thắng, Đồng Cổ, Thanh Lưu, Viễn Giác, Long Tập |
| Khai Châu | Nhai đạo |
| Khai Châu | Hán Phong, Văn Phong, Vân Phong, Trấn Đông, Phong Nhạc, Bạch Hạc, Triệu Gia |
| Khai Châu | Trấn |
| Khai Châu | Đại Đức, Trấn An, Hậu Bá, Kim Phong, Ôn Tuyển, Quách Gia, Bạch Kiều, Hòa Khiêm, Hà Yển, Đại Tiến, Đàm Gia, Đôn Hảo, Cao Kiều, Cửu Long Sơn, Thiên Hòa, Trung Hòa, Nghĩa Hòa, Lâm Giang, Trúc Khê, Thiết Kiều, Nam Nhã, Vu Sơn, Nhạc Khê, Trường Sa, Nam Thôn, Cừ Khẩu, Mãn Nguyệt, Tuyết Bảo Sơn                                |
| Khai Châu | Hương |
| Khai Châu | Quan Diện, Ma Liễu, Tử Thủy, Tam Hối Khẩu, Ngũ Thông |
| Lương Bình | Nhai đạo |
| Lương Bình | Lương Sơn, Song Quế, Nhân Hiền, Kim Đái, Hợp Hưng |
| Lương Bình | Trấn |
| Lương Bình | Lễ Nhượng, Vân Long, Bình Cẩm, Viên Dịch, Tân Thịnh, Phúc Lộc, Tu Khuê, Minh Đạt, Ấm Bình, Hòa Lâm, Hồi Long, Bích Sơn, Hổ Thành, Thất Tinh, Long Môn, Văn Hóa, Thạch An, Bách Gia, Đại Quan, Trúc Sơn, Bàn Long, Tinh Kiều, Khúc Thủy, An Thắng, Phục Bình, Tử Chiếu                                                           |
| Lương Bình | Hương |
| Lương Bình | Thiết Môn, Long Thắng |
| Vũ Long | Nhai đạo |
| Vũ Long | Phượng Sơn, Phù Dung, Tiên Nữ Sơn, Dương Giác |
| Vũ Long | Trấn |
| Vũ Long | Bạch Mã, Giang Khẩu, Hỏa Lô, Áp Giang, Trường Bá, Bình Kiều, Đồng Tử, Hòa Thuận, Song Hà, Phượng Lai |
| Vũ Long | Hương |
| Vũ Long | Miếu Ô, Hoàng Oanh, Thương Câu, Thổ Địa, Bạch Vân, Tiếp Long, Triệu Gia, Đại Động Hà |
| Vũ Long | Hương dân tộc |
| Vũ Long | Văn Phục, Thạch Kiều, Hậu Bình, Hạo Khẩu |
| Thành Khẩu | Nhai đạo |
| Thành Khẩu | Cát Thành, Phục Hưng |
| Thành Khẩu | Trấn |
| Thành Khẩu | Ba Sơn, Bình Bá, Miếu Bá, Minh Thông, Tu Tề, Cao Quan, Cao Yến, Đông An, Hàm Nghi, Cao Nam |
| Thành Khẩu | Hương |
| Thành Khẩu | Long Điền, Bắc Bình, Tả Lam, Duyên Hà, Song Hà, Liệu Tử, Kê Minh, Chu Khê, Minh Trung, Trị Bình, Lam Thiên, Hậu Bình, Hà Ngư |
| Phong Đô | Nhai đạo |
| Phong Đô | Tam Hợp, Danh Sơn |
| Phong Đô | Trấn |
| Phong Đô | Hổ Uy, Xã Đàn, Tam Nguyên, Hứa Minh, Đổng Gia, Thụ Nhân, Thập Trực, Cao Gia, Hưng Nghĩa, Song Lộ, Giang Trì, Long Hà, Vũ Bình, Bao Loan, Trạm Phổ, Nam Thiên Hồ, Bảo Hợp, Hưng Long, Nhân Sa, Long Khổng, Kỵ Long, Song Long, Tiên Nữ Hồ                                                                                        |
| Phong Đô | Hương |
| Phong Đô | Thanh Long, Thái Bình Bá, Đô Đốc, Lật Tử, Tam Kiến |
| Điếm Giang | Nhai đạo |
| Điếm Giang | Quế Khê, Quế Dương |
| Điếm Giang | Trấn |
| Điếm Giang | Tân Dân, Sa Bình, Chu Gia, Phổ Thuận, Vĩnh An, Cao An, Cao Phong, Ngũ Động, Trừng Khê, Thái Bình, Hạc Du, Bình Sơn, Nghiễn Đài, Tào Hồi, Giang Gia, Bao Gia, Bạch Gia, Vĩnh Bình, Tam Khê, Bùi Hưng, Hoàng Sa, Trường Long |
| Điếm Giang | Hương |
| Điếm Giang | Sa Hà, Đại Thạch |
| Trung | Nhai đạo |
| Trung | Trung Châu, Bạch Công, Ô Dương, Tân Sinh |
| Trung | Trấn |
| Trung | Nhậm Gia, Dương Độ, Đông Khê, Phục Hưng, Thạch Bảo, Nhữ Khê, Dã Hạc, Quan Bá, Thạch Hoàng, Mã Quán, Kim Kê, Tân Lập, Song Quế, Bạt Sơn, Hoa Kiều, Vĩnh Phong, Tam Hối, Bạch Thạch, Hoàng Kim |
| Trung | Hương |
| Trung | Thiện Quảng, Thạch Tử, Đồ Tỉnh, Kim Thanh, Hưng Phong |
| Trung | Hương dân tộc |
| Trung | Ma Tử |
| Vân Dương | Nhai đạo |
| Vân Dương | Song Giang, Thanh Long, Nhân Hòa, Bàn Long |
| Vân Dương | Trấn |
| Vân Dương | Long Giác, Cố Lăng, Hồng Sư, Lộ Dương, Nông Bá, Cừ Mã, Hoàng Thạch, Ba Dương, Sa Thị, Ngư Tuyền, Phượng Minh, Bảo Bình, Nam Khê, Song Thổ, Tang Bình, Giang Khẩu, Cao Dương, Bình An, Vân Dương, Vân An, Tê Hà, Song Long, Nê Khê, Phiêu Thảo, Dưỡng Lộc, Thủy Khẩu, Yển Bình, Long Động, Hậu Diệp, Diệu Linh, Đại Dương        |
| Vân Dương | Hương |
| Vân Dương | Ngoại Lang, Tân Tân, Phổ An, Động Lộc, Thạch Môn, Thượng Bá |
| Vân Dương | Hương dân tộc |
| Vân Dương | Thanh Thủy |
| Phụng Tiết | Nhai đạo |
| Phụng Tiết | Vĩnh An, Ngư Phục, Quỳ Môn |
| Phụng Tiết | Trấn |
| Phụng Tiết | Bạch Đế, Thảo Đường, Phần Hà, Khang Nhạc, Đại Thụ, Trúc Viên, Công Bình, Chu Y, Giáp Cao, Dương Thị, Thổ Tường, Hưng Long, Thanh Long, Tân Dân, Vĩnh Nhạc, An Bình, Ngũ Mã, Thanh Liên |
| Phụng Tiết | Hương |
| Phụng Tiết | Nham Loan, Bình An, Hồng Thổ, Thạch Cương, Khang Bình, Hạc Phong, Phùng Bình |
| Phụng Tiết | Hương dân tộc |
| Phụng Tiết | Thái Hòa, Trường An, Long Kiều, Vân Vụ |
| Vu Sơn | Nhai đạo |
| Vu Sơn | Cao Đường, Long Môn |
| Vu Sơn | Trấn |
| Vu Sơn | Miếu Vũ, Đại Xương, Phúc Điền, Long Khê, Song Long, Quan Dương, Loa Bình, Bão Long, Quan Độ, Đồng Cổ, Vu Hạp |
| Vu Sơn | Hương |
| Vu Sơn | Hồng Xuân, Lưỡng Bình, Khúc Xích, Kiến Bình, Đại Khê, Kim Bình, Bình Hà, Đương Dương, Trúc Hiền, Tam Khê, Bồi Thạch, Đốc Bình, Đặng Gia |
| Vu Khê | Nhai đạo |
| Vu Khê | Ninh Hà, Bách Dương |
| Vu Khê | Trấn |
| Vu Khê | Thành Sương, Phượng Hoàng, Ninh Hán, Thượng Hoàng, Cổ Lô, Văn Phong, Từ Gia, Bạch Lộc, Tiêm Sơn, Hạ Bảo, Phong Linh, Đường Phường, Triêu Dương, Điền Bá, Thông Hành, Lăng Giác, Bồ Liên, Thổ Thành, Hồng Trì Bá |
| Vu Khê | Hương |
| Vu Khê | Thắng Lợi, Đại Hà, Thiên Tinh, Trường Quế, Ngư Lân, Ô Long, Hoa Đài, Lan Anh, Song Dương, Trung Lương, Thiên Nguyên |
| Thạch Trụ | Nhai đạo |
| Thạch Trụ | Nam Tân, Vạn An, Hạ Lộ |
| Thạch Trụ | Trấn |
| Thạch Trụ | Tây Đà, Duyệt Lai, Lâm Khê, Hoàng Thủy, Mã Vũ, Sa Tử, Vương Tràng, Duyên Khê, Long Sa, Ngư Trì, Tam Hà, Đại Hiết, Kiều Đầu, Vạn Triêu, Lãnh Thủy, Hoàng Hạc, Phong Mộc |
| Thạch Trụ | Hương |
| Thạch Trụ | Lê Tràng, Tam Tinh, Lục Đường, Tam Ích, Vương Gia, Hà Chủy, Thạch Gia, Trung Ích, Tẩy Tân, Long Đàm, Tân Nhạc, Kim Linh, Kim Trúc |
| Tú Sơn | Nhai đạo |
| Tú Sơn | Trung Hòa, Ô Dương, Bình Khải, Quan Trang |
| Tú Sơn | Trấn |
| Tú Sơn | Thanh Khê Tràng, Ải Khẩu, Dong Khê, Long Trì, Thạch Đê, Nga Dong, Hồng An, Nhã Giang, Thạch Da, Mai Giang, Lan Kiều, Cao Điền, Khê Khẩu, Diệu Tuyền, Tống Nông, Lý Nhân, Chung Linh |
| Tú Sơn | Hương |
| Tú Sơn | Hiếu Khê, Hải Dương, Đại Khê, Dũng Động, Trung Bình, Sầm Khê |
| Dậu Dương | Nhai đạo |
| Dậu Dương | Đào Hoa Nguyên, Chung Đa |
| Dậu Dương | Trấn |
| Dậu Dương | Long Đàm, Ma Vượng, Dậu Thù, Đại Khê, Hưng Long, Hắc Thủy, Đinh Thị, Cung Than, Lý Khê, Cam Khê, Dậu Thủy Hà, Thương Lĩnh, Tiểu Hà, Bản Khê, Đồ Thị, Đồng Cổ, Ngũ Phúc, Vạn Mộc, Nam Yêu Giới |
| Dậu Dương | Hương |
| Dậu Dương | Khả Đại, Thiên Bách, Mộc Diệp, Mao Bá, Hoa Điền, Hậu Bình, Thiên Quán, Nghi Cư, Lưỡng Tăng, Bản Kiều, Quan Thanh, Xa Điền, Du Địa, Thanh Tuyền, Miếu Khê, Lãng Bình, Song Tuyền, Nam Mộc |
| Bành Thủy | Nhai đạo |
| Bành Thủy | Hán Gia, Thiệu Khánh, Điện Thủy |
| Bành Thủy | Trấn |
| Bành Thủy | Bảo Gia, Úc Sơn, Cao Cốc, Tang Chá, Lộc Giác, Hoàng Gia, Phổ Tử, Long Xạ, Liên Hồ, Vạn Túc, Bình An, Trường Sinh, Tân Điền, An Tử, Thái Nguyên, Long Khê, Mai Tử Ô, Đại Đồng |
| Bành Thủy | Hương |
| Bành Thủy | Nham Đông, Lộc Minh, Lệ Đường, Tam Nghĩa, Liên Hợp, Thạch Liễu, Tẩu Mã, Lô Đường, Kiều Tử, Chư Phật, Đồng Lâu, Thiện Cảm, Song Long, Thạch Bàn, Đại Ô, Nhuận Khê, Lãng Khê, Long Đường |